# Cochranella antisthenesi
Cochranella antisthenesi är en groddjursart som först beskrevs av Coleman J. Goin 1963.  Cochranella antisthenesi ingår i släktet Cochranella och familjen glasgrodor. Inga underarter finns listade i Catalogue of Life.